# Banu Khurasan
Els Banu Khuràssan o khurassànides (àrab: بنو خراسان, Banū Ḫurāsān) foren una dinastia local de l'actual Tunísia. Aprofitant l'anarquia creada a Ifríqiya per la invasió dels Banu Hilal, van prendre el poder a la regió de la ciutat de Tunis el 1062 i van governar fins al 1128, retornant després el 1148 fins al 1159.
Quan l'emir zírida Xàraf-ad-Dawla al-Muïzz ibn Badis va abandonar Kairuan (1057) i es va establir a Mahdia va deixar en el govern local a Kaid ibn Maymun, un cap de la tribu sanhadja; sembla que mai va exercir autoritat a Tunis doncs els sanhadja la van evacuar tanmateix per anar a Mahdia i hauria estat ocupada per un emir hilàlida anomenat Àbid ibn Abi-l-Ghayth que era gendre de Xàraf-ad-Dawla al-Muïzz ibn Badis, el qual va reduir als habitants a l'esclavatge. No obstant aquesta conquesta hilàlida de Tunis sembla un saqueig de la ciutat més que un domini permanent; un cap militar Kharun ibn Gannush la va dominar tot seguit però en fou expulsat per la població pel seu mal govern. Kharun es va fer fort a l'aqüeducte de Manzil Dahmun, refugi de bandits, lloc que els tunisians van poder destruir amb el suport de l'emir riyàhida Muhriz ibn Ziyad.
El 1062 va pujar al poder a l'estat hammàdida l'emir an-Nàssir ibn Alannàs (1062-1089) i Sfax i la regió de Qastíliya se li van sotmetre voluntàriament. La regió de Tunis va enviar també una delegació de xeics al Qala dels Banu Hammad per fer el mateix; prudentment al-Nasir els va aconsellar nomenar un dels xeics i ell observaria la situació i el protegiria. D'acord amb al-Nasir van designar a Abu-Muhàmmad Abd-al-Haqq ibn Abd-al-Aziz ibn Khuràssan que fou el fundador de la dinastia khurassànida o Banu Khuràssan de Tunis d'on era natiu. Va portar el títol de xeic. Contra el que suggereix el seu nom no tenia origen al Khuràssan sinó que era probablement un amazic sanhadja. Tot i que la sobirania era hammàdida, aquesta fou nominal. El 1065 la derrota decisiva d'al-Nasir a la batalla de Sabiba fou aprofitada per Xàraf-ad-Dawla al-Muïzz ibn Badis per atacar Tunis amb un setge que va durar 14 mesos (1065-1066) al final del qual Abu-Muhàmmad Abd-al-Haqq ibn Abd-al-Aziz ibn Khuràssan es va sotmetre, però l'autoritat zírida va ser tant nominal com l'hammàdida.
Abu-Muhàmmad Abd-al-Haqq ibn Abd-al-Aziz ibn Khuràssan va governar fins que va morir el 1095 i el va succeir el seu fill Abu-Muhàmmad Abd-al-Aziz ibn Abi-Muhàmmad Abd-al-Haqq, que per una placa en la fundació d'una mesquita l'octubre del 1092 sembla que ja estava associat al poder o exercia algunes funcions (el juliol de 1093 en una altra placa se li dona el títol d'al-sultan al-mansur (Poder victoriós) i afegeix el nom d'un germà (Abu-t-Tahir Ismail ibn Abi-Muhàmmad Abd-al-Haqq) que també exercia alguna autoritat segurament delegada del pare o del germà. El sultà zírida Tamim ibn al-Muïzz (1062-1108) va atacar altre cop Tunis el que indicaria que la submissió del 1066 s'havia trencat. Tunis fou ocupada pel zírida el 1097/1098 però els khurassànides es van sotmetre i van seguir al poder.
El xeic Abu-Muhàmmad Abd-al-Aziz ibn Abi-Muhàmmad Abd-al-Haqq va morir el 17 de setembre de 1105 i el seu germà Abu-t-Tahir Ismaïl ibn Abi-Muhàmmad Abd-al-Haqq el 8 de març de 1107. El darrer any i mig el segon hauria regnat sol fins que fou assassinat pel seu nebot Ahmad ibn Abd-al-Aziz. El fill d'Abu-t-Tahir Ismaïl, Abu-Bakr ibn Ismail, va fugir a Bizerta i Ahmad ibn Abd-al-Aziz es va erigir en dictador abolint l'autoritat del consell de xeics, dels quals molts es van exiliar a Mahdia i altres llocs. Va construir el palau (kasr) de Banu Khuràssan i va crear muralles a tot l'entorn de Tunis. El 1116/1117 es va sotmetre altre cop al zírida Alí ibn Yahya (1116-1121) que havia enviat un exèrcit a assetjar Tunis, i el 1120 la ciutat fou atacada per l'hammàdida de Bugia Abd-al-Aziz ibn al-Mansur (1105 a vers 1121/1125) i es va haver de declarar vassall d'aquesta dinastia però no ho degué respectar. El 1128 un general de l'hammàdida Yahya ibn al-Aziz (vers 1131/1125 a 1152) va atacar la ciutat. Ahmad ibn Abd-al-Aziz va sortir de Tunis i es va rendir, sent enviat a Bugia amb la seva família, on va morir. Diversos generals hammàdides van governar Tunis durant 20 anys.
En aquest temps els normands sicilians s'havien apoderat de Gerba (1135), Trípoli de Líbia (1146), de Gabes (on l'emir local usurpador els va reconèixer com a sobirans el 1146/1147), de Mahdia (1148), de Sussa (1148), i de Sfax (1148). Tunis fou assetjada pel riyàhida Muhriz ibn Ziyab, emir de La Malga (al-Muallaka entre Tunis i Cartago) llavors els tunisians van agafar com a cap al seu cadi, Abu-Muhàmmad Abd-al-Mumin, fill de l'imam Abu-l-Hàssan, però segurament per realisme polític i en un canvi radical van decidir adoptar a Muhriz ibn Ziyad com a rei. Muhriz es va acostar a Tunis i el cadi i els xeics van sortir al seu 
encontre. Un crit de la multitud es va oposar a aquesta submissió a "un àrab o un oghuz" (ghuzz, és a dir turcman) i van esclatar aldarulls i el projecte va fracassar al no comptar amb una opinió pública favorable. Muhriz va retornar a la Malga on el cadi, expulsat de Tunis, se li va reunir.
Per posar fi a la lluita els tunisians van optar per una restauració khurasànida. Una delegació va anar a Bizerta i va portar en secret a Abu-Bakr ibn Ismaïl a Tunis passant-lo dins d'un cofre aixecat per la muralla. Sembla que hi havia a la ciutat diverses corrents i Abu-Bakr no reunia la majoria absoluta. Abu-Bakr va ser proclamat i va poder governar set mesos, però fou ofegat per Abd-Al·lah ibn Abd-al-Aziz, fill del germà d'Abu-Bakr, Abd-al-Aziz ibn Ismaïl. Abd-Al·lah va governar onze anys. Va fer matar el cadi Abu-l-Fadl Jàfar ibn Halwan, al seu fill i al fill de la seva germana Ibn al-Bannad, per temor que s'entenguessin amb Muhriz ibn Ziyad i els àrabs en contra seva.
Assetjada Tunis per Abu-Muhàmmad Abd-Al·lah, fill del califa almohade Abd-al-Mumin ibn Alí, el 1157, l'àrab Múhriz ibn Ziyad de la Malga va anar amb un cos de soldats i va permetre als tunisians fer una victoriosa sortida que va rebutjar als atacants almohades que es van retirar (1157). Poc després Abd-Al·lah ibn Abd-al-Aziz anunciava la victòria a l'arquebisbe de Pisa (10 de juliol) en una carta que es conserva i confirmant les clàusules d'un tractat comercial entre Pisa i Tunis.
Mort vers la meitat de febrer de 1159, el va succeir el seu nebot Ali ibn Àhmad ibn Abd-al-Aziz ibn Abd-al-Haqq ibn Abd-al-Aziz ibn Khuràssan però al cap de cinc mesos (meitat de juliol de 1159) Tunis fou atac per un nou exèrcit del califa almohade i per una flota, i va capitular. Una delegació de 12 o 17 xeics va demanar la pau al califa Abd-al-Mumin ibn Alí, que primer la va refusar però finalment va acceptar i va prometre respectar la vida i els béns del xeics i les seves famílies (sembla que tots eren membres d'unes poques famílies oligàrquiques), però no va donar l'aman a la resta si no entregaven la meitat dels seus béns. Ali ibn Ahmad va haver d'entregar la meitat dels béns i exiliar-se a Bugia on no va arribar (va morir de camí).

## Llista de xeics
- Abu-Muhàmmad Abd-al-Haqq ibn Abd-al-Aziz ibn Khurassan 1062-1095
- Abu-Muhàmmad Abd-al-Aziz ibn Abd-al-Haqq 1095-1105
- Abu-t-Tàhir Ismaïl ibn Abi-Muhàmmad Abd-al-Haqq 1105-1107
- Àhmad ibn Abd-al-Aziz 1107-1128
- governadors hammàdides 1128-1148
- cadi Abu-Muhàmmad Abd-al-Múmin ibn Abi-l-Hàsan 1148 (elegit)
- Múhriz ibn Ziyab 1148 (dels Banu Riyah de La Malga)
- Abu-Bakr ibn Ismaïl 1148-1149
- Abd-Al·lah ibn Abd-al-Aziz ibn Ismaïl 1149-1157
- Alí ibn Àhmad ibn Abd-al-Aziz
- conquesta almohade 1159